# رمل
خاک‌بینی یا رَمّالی به فا‌ل‌بینی با نقش‌های خاک گفته می‌شود.

## واژه‌شناسی
واژهٔ رمل از زبان عربی و به معنای ریگ یا ماسه است. چون دانیال نبی این معجزه را از اثر پر جبرئیل بر روی ریگ آموخت، بدین سبب به علم رمل مشهور گشته است.

## تاریخچه
تاریخچه‌ای دقیقی از رمل در دست نیست. برخی از استادان بنا به روایتی از ابن عباس اعتقاد دارند که رمل از معجزه‌های هفت تن از پیامبران به نام‌های آدم، شیث، ادریس، لقمان، شعیا، ارمیا و دانیال است.

## نحوه‌ٔ انجام

نمونه‌ای از روش ریختن نقطه

در رمل، اساس کار ریختن نقطه است. این کار از دو راه صورت می‌پذیرد. یکی این که رمال به‌طور تصادفی در شانزده سطر تعدادی نقطه می‌کشد. سپس نقطه‌های هر سطر را دو به دو به هم وصل می‌کند. واضح است که از این طریق در انتهای هر سطر؛ یا یک نقطه باقی می‌ماند یا نقطه‌ای نمی‌ماند. در این صورت سطری را که تعداد نقاط آن فرد بوده (فرد یا نقطه)، و سطری که تعداد نقطه‌های آن زوج بوده (زوج یا خط) محسوب می‌کنند. راه دیگر ریختن قرعه یا تاس است. اگر عدد تاس فرد باشد نشانگر نقطه و اگر زوج باشد نشانگر خط است. پس از تشکیل خط و نقطه‌ها آن‌ها را به صوت چهار ردیف چهارتایی می‌نویسند. که به آن‌ها امّهات می‌گویند. امهات همان چهار شکلی هستند که پس از ریختن ۱۶ سطر نقطه و جداسازی چهار چهار آنها و زیر هم نهادن حاصل می‌شوند.

## تاس یا قرعه

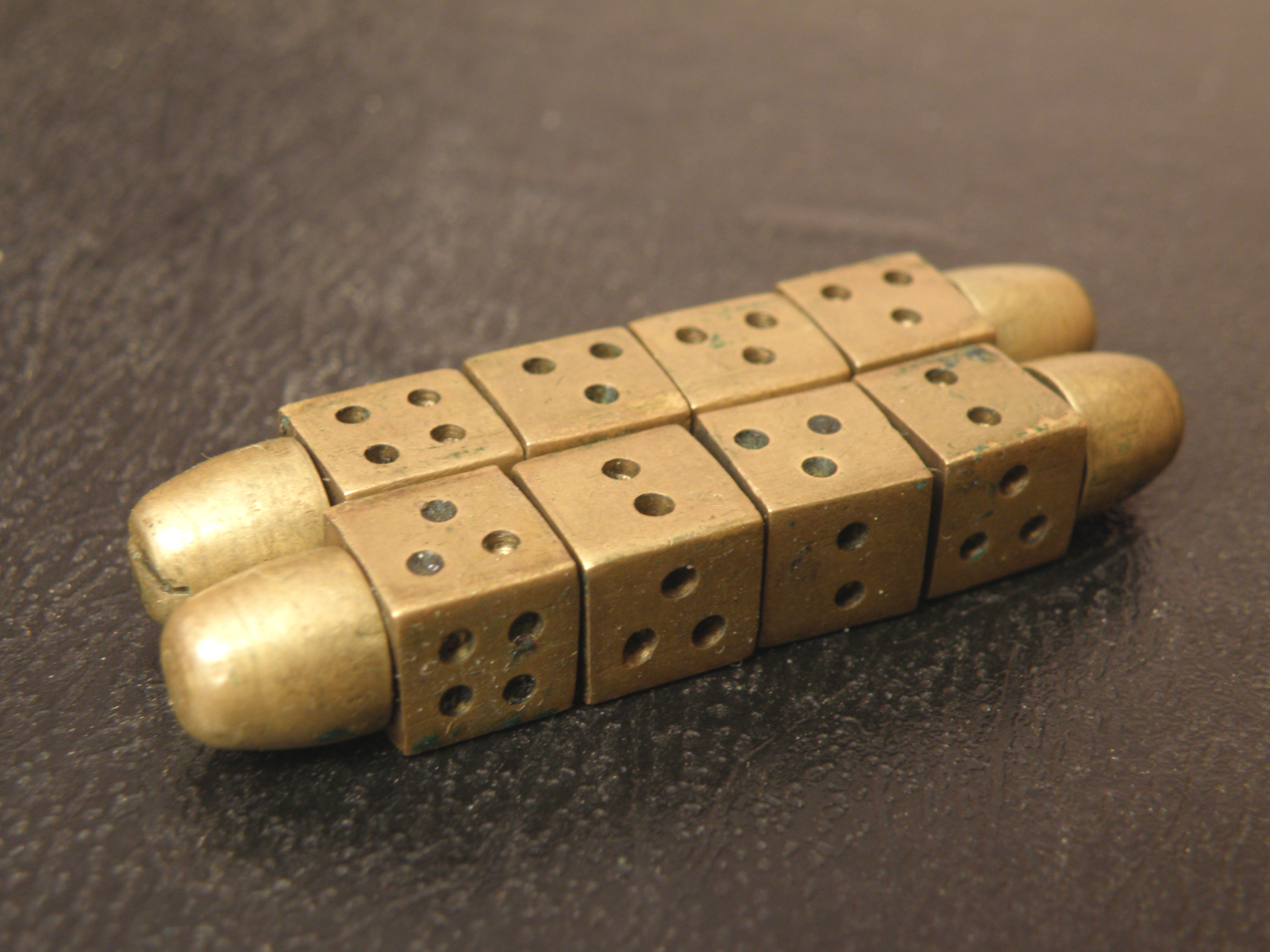
قرعه رمل برنجی جدید

تاس عبارت است از چهار مهره چهار وجهی که روی یک محور سوار شده‌است که از این سیستم به صورت زوج یا دوتائی استفاده می‌شود. در دو وجه آن سه نقطه و در دو وجه دیگر، یکی دو و دیگری چهار نقطه وجود دارد. از نظر چینش، نقاط دو و چهار مقابل هم، و سه و سه نیز مقابل هم قرار دارند ولی طرز قرار گرفتن سه‌ها عکس هم است.

## زایجه رمل

نمونه‌ای از زایجه رمل

از ضرب این چهار شکل حاصل از قرعه یا ریختن نقطه زایجة رمل که شانزده خانه است بدست می‌آید.
بیوت ۵ و ۶ و ۷ و ۸ به ترتیب از بر هم نهادن سطور آتشی بادی آبی خاکی بیوت ۱ تا ۴ حاصل می شوند.
به گونه ای که :
بیت ۵ حاصل سطور آتشی است
بیت ۶ حاصل سطور بادی است
بیت ۷ حاصل سطور آبی است
بیت ۸ حاصل سطور خاکی است
اما بدانکه مابقی ۸ بیت دیگر با رعایت چهار قاعده زیر حاصل شوند به طریق صحیح :
نقطه × نقطه = خط
نقطه × خط = نقطه
خط × نقطه = نقطه
خط × خط = خط

## استخراج ضمیر و حکم
تفسیر و استخراج ضمیر و حکم از این شانزده شکل صورت می‌پذیرد. در اصل استخراج ضمیر و حکم به دو طریق است:
1. رمل اشکالی، که در این طریق از نسبت خانه‌ها و شکل ساکن در آن، ضمیر و حکم تعیین و تفسیر می‌شوند.
2. رمل سیر نقطه، که اساسی‌تر و دقیق‌تر بوده و نفوذ به لایه‌های درونی‌تر در این روش بهتر صورت می‌گیرد. البته بکار‌گیری این روش مستلزم اطلاعات دقیق نجومی و تنجیم است. در این روش از شکل پانزدهم که قاضی‌الرمل خوانده می‌شود، نقاط ضمیر و حکم سیر داده شده و با در نظر گرفتن مطالب، انظار، شواهد و ... ضمیر و حکم سائل استخراج می‌شود.

لازم به ذکر است که نقطه اعلی شکل قاضی الرمل برای ضمیر و نقطه اسفل شکل قاضی الرمل برای حکم به کار می رود.
البته بعد از انجام سیر نقطه باید عملیات دیگری نیز انجام داد.

## سُکن‌ها
برای خانه های شانزدگانه رمل، تسکین‌های متعددی بکار گرفته شده‌است. مهمترین آن‌ها تسکین ابدح و بزدح است.
بعضی کنکاش ها، سکن خاص خود را می‌طلبد و برای رسیدن به جواب درست باید از راه درست آن وارد شد. مهمترین سکن رمل ابدح است که بر پایه خط و نقطه و اساس اعداد باینری می‌باشد.
تسکین ابدح که امُّ‌الدوایر خوانند: لحیان، حمره، نصرةالخارج، بیاض، قبض‌الخارج، اجتماع، عتبةالخارج، انگیس، عقله، قبض‌الداخل، فرح، نصرةالداخل، نقی‌الخد، عتبةالداخل، طریق، جماعت.

## طبایع و ارتباط آن‌ها با خان‌ها و اشکال
در هر شکل با توجه به سطرهای چهارگانه، چهار عنصر داریم که سطر اول آن عنصر آتش، دوم عنصر باد، سوم عنصر آب، چهارم عنصر خاک قرار دارد. شکل لحیان که آتش اول خوانده می‌شود در تسکین ابدح در خانه اول قرار گرفته‌است. باد اول که حُمره است صاحب خانه دوم می‌باشد و نصره‌الخارج صاحب خانه سوم و آب اول است و بدین ترتیب بیاض خاک اول و صاحب خانه چهارم است.

## قدر و قدرت اشکال و خانه‌ها
هر خانه و شکلی در چهار قدر تعریف شده‌اند.
- وتدالوتد
- وتد
- مایل‌الوتد
- زایل‌الوتد

که به ترتیب از قدر کامل به قدر زایل درجه بندی شده‌است.